# Xã Des Moines, Quận Clark, Missouri
Xã Des Moines (tiếng Anh: Des Moines Township) là một xã thuộc quận Clark, tiểu bang Missouri, Hoa Kỳ. Năm 2010, dân số của xã này là 959 người.